# چیندرا، نیو ساوت ولز
چیندرا (به انگلیسی: Chinderah) یک حومه شهر در استرالیا است که در نیو ساوت ولز واقع شده‌است.